# Abelardo Camarinha
José Abelardo Guimarães Camarinha (Santa Cruz do Rio Pardo, 22 de março de 1952), mais conhecido como Abelardo Camarinha, é um advogado e político brasileiro, filiado ao Podemos.  
Formado em direito pelo Centro Universitário Eurípedes de Marília (UNIVEM), filho de Maria do Carmo Guimarães e de Josué Francisco Camarinha, (seu pai foi por duas vezes vereador em Marília). Teve dois filhos, Vinícius Camarinha, atualmente prefeito de Marília, e Rafael Camarinha, assassinado em março de 2006. Casou-se com Fabiana Camarinha com quem tem o filho Gabriel Camarinha. 

## Trajetória
Abelardo, iniciou sua carreira política em 1976, incentivado por seu pai o ex-vereador Josué Camarinha, saiu candidato a vereador em Marília, sendo eleito com 2.681 votos. Logo em sua eleição seguinte alcança, seu voo mais alto, a prefeitura de Marília, filiado ao PMDB, é eleito para comandar a cidade pelos próximos seis anos. Após o fim de seu mandato como prefeito de Marília, Abelardo se lança candidato a deputado estadual em São Paulo nas eleições de 1990 e é eleito, recebendo 41.220 votos. Durante o mandato do governador Luiz Antônio Fleury Filho, Camarinha se tornou líder do governo na Assembléia Legislativa. Nas eleições de 1994, é novamente eleito deputado estadual, recebendo 58.024 votos.

### Prefeito: eleito e reeleito
Nas eleições municipais de 1996, Abelardo retorna à prefeitura de Marília, sendo eleito com 56.225 votos. Com a aprovação da reeleição para prefeitos, governadores e presidente da república em junho de 1997, pelo Senado Federal, Camarinha se lança candidato à reeleição, e é reeleito, com 68,75% dos válidos. Em suas três gestões como prefeito de Marília, foi considerado pelo Ibope e pelo Instituto Gallup um dos melhores prefeitos do Estado. Recebeu os prêmios de Prefeito Empreendedor e Prefeito Amigo da Criança (concedido pela Unicef); o Prêmio Cidade Modelo (Instituto Airton Senna); e o Prêmio Modelo em Ensino Básico (Fundação Banco do Brasil).

### Deputado Federal
Encerrando seu mandato em 2004, Camarinha apoia e elege Mário Bulgarelli, do PSDB, como seu sucessor. Nas eleições de 2006, filiado ao PSB, é eleito deputado federal por São Paulo, sendo reeleito nas eleições de 2010. Após as eleições de 2006 o Tribunal Superior Eleitoral (TSE) reverteu a decisão do Tribunal Regional Eleitoral de São Paulo de negar a Camarinha o registro da candidatura com base em um pedido de impugnação feito pelo Ministério Público Federal (MPF), que afirmava não ter o candidato apresentado certidões dos processos criminais a que respondia, bem como documentos referentes a oito ações de improbidade administrativa em que figurava como réu, Camarinha argumentou que, no processo em que fora condenado por improbidade administrativa, a decisão final não mencionava suspensão dos direitos políticos. O então ministro do TSE César Peluso considerou que, para que se configurasse uma situação em que o candidato fosse considerado inelegível, o ato de improbidade deveria ter fins eleitorais, o que não ocorrera. Abelardo Camarinha tomou posse na Câmara dos Deputados em fevereiro de 2007. Na câmara federal, participou de comissões importantes como: Comissão de Relações Exteriores e de Defesa Nacional, Comissão de Ciência e Tecnologia, Defesa do Consumidor, entre outras.

### Retorno à ALESP
Deixou a Câmara dos Deputados em fevereiro de 2015, quando tomou posse como deputado estadual na Assembleia Legislativa de São Paulo, após ser eleito, nas eleições de 2014, com 79.325 votos.

### Cassação de mandato
O político foi condenado por irregularidades no uso de verbas federais destinadas à construção de barragem, quando ocupava o cargo de prefeito de Marília.
O seu mandato de deputado estadual foi cassado em janeiro de 2016 pelo Tribunal Regional Eleitoral de São Paulo (TRE-SP) pela utilização indevida de veículos de meios de comunicação em benefício do candidato. Os jornais "Diário de Marília" e "Correio Mariliense" publicaram material de divulgação e promoção do então candidato a deputado estadual. Camarinha declarou que vai permanecer na função até o julgamento final de todos os recursos sem precisar de ser afastado pela decisão judicial.

### Volta à cena política de Marília
Um ano depois de encerrar seu mandato como deputado estadual, Camarinha não deixou a vida pública e partiu do PSB para o Podemos, pelo qual se lançou candidato a prefeito de Marília na eleição de 2020 em busca de um inédito quarto mandato. Porém, enfrentando problemas como a decisão do Supremo Tribunal Federal que o tornara inelegível em novembro daquele ano, e o indeferimento de sua candidatura pela Justiça Eleitoral, terminou derrotado pelo então prefeito Daniel Alonso, reeleito com 50,47% dos votos válidos, contra seus 32,60%. Seis meses depois do pleito, sua candidatura teve o registro cancelado pela Justiça Eleitoral de Marília, e seus 35.006 votos foram considerados anulados.

Derrotado em 2020, viu seu filho, o também ex-prefeito e então deputado estadual Vinícius Camarinha ser reconduzido à prefeitura em 2024 com 62.050 votos, cerca de 54,73%, e sua esposa, Fabiana, ser eleita vereadora com 4.281 votos, sendo a mais votada do pleito. O resultado representou um duro golpe sobre o grupo político que derrotou sua família nas duas eleições anteriores, e o retorno de um dos nomes mais tradicionais da política mariliense ao poder. 